# Loud, Fast Ramones: Their Toughest Hits
Loud, Fast Ramones: Their Toughest Hits è una compilation della band punk Ramones scelta da Johnny Ramone e pubblicata nel 2002 da Rhino Entertainment. Le prime 50 000 copie includevano il disco bonus a 8 tracce Ramones Smash You: Live '85, ognuna delle quali registrate al Lyceum Theatre a Londra il 25 febbraio 1985.

## Tracce
Tutte le canzoni sono state scritte dai Ramones tranne dove specificato
1. Blitzkrieg Bop – 2:11 - (Ramones)
2. Beat on the Brat – 2:31 - (Joey Ramone)
3. Judy Is a Punk – 1:31 - (Joey R.)
4. Gimme Gimme Shock Treatment – 1:40
5. Commando – 1:51
6. Glad to See You Go – 2:10 - (Testi: Dee Dee R. / Music: Joey R.)
7. Pinhead – 2:42 - (Dee Dee R.)
8. Rockaway Beach – 2:06 - (Dee Dee R.)
9. We're a Happy Family – 2:39
10. Sheena Is a Punk Rocker – 2:48 - (Joey R.)
11. Teenage Lobotomy – 2:01
12. I Wanna Be Sedated – 2:29 - (Joey R.)
13. I'm Against It – 2:06
14. I Wanted Everything – 3:13 - (Dee Dee R.)
15. I Just Want to Have Something to Do – 2:41 - (Joey R.)
16. Rock 'n' Roll High School – 2:17 - (Joey R.)
17. Do You Remember Rock 'n' Roll Radio? – 3:49 - (Joey R.)
18. The KKK Took My Baby Away – 2:29 - (Joey R.)
19. Psycho Therapy – 2:35 - (Dee Dee Ramone / Johnny Ramone)
20. Outsider – 2:09 - (Dee Dee R.)
21. Highest Trails Above – 2:09 - (Dee Dee R.)
22. Wart Hog – 1:54 - (Dee Dee R. / Johnny R.)
23. Mama's Boy – 2:10 - (Dee Dee R. / Johnny R. / Tommy R.)
24. Somebody Put Something in My Drink – 3:19 - (Richie Ramone)
25. I Wanna Live – 2:36 - (Dee Dee R. / Daniel Rey)
26. Garden of Serenity – 2:26 - (Dee Dee R. / D. Rey)
27. I Believe in Miracles – 3:18 - (Dee Dee R. / D. Rey)
28. Main Man – 3:26 - (Dee Dee R. / D. Rey)
29. Strength to Endure – 2:59 &- (Dee Dee R. / D. Rey)
30. The Crusher – 2:26 - (Dee Dee R. / D. Rey)

Bonus disc
Tutti i live registrati al Lyceum Theatre a Londra, il 25 febbraio 1985.
1. Do You Remember Rock 'n' Roll Radio? – 3:16 - (Joey Ramone)
2. Psycho Therapy – 2:04 - (Dee Dee Ramone / Johnny Ramone)
3. Suzy Is a Headbanger – 1:37
4. Too Tough to Die – 2:09 - (Dee Dee R.)
5. Smash You – 2:17 - (Richie Ramone)
6. Chinese Rock – 1:59 - (Dee Dee R. / Richard Hell)
7. Howling at the Moon (Sha–La–La) – 2:57 - (Dee Dee R.)
8. I Don't Wanna Go Down to the Basement – 1:50 - (Dee Dee R. / Johnny R.)

## Formazione
- Joey Ramone -  voce
- Dee Dee Ramone - basso e voce
- C.J. Ramone – basso e voce
- Johnny Ramone – chitarra
- Marky Ramone - batteria
- Richie Ramone - batteria e voce d'accompagnamento
- Tommy Ramone – batteria
- Phast Phreddie, Rodney Bingenheimer, Harvey Robert Kubernik – battito mani
- Dick Emerson – tastiera
- Russell Mael, Ian Wilson, Graham Gouldman - voci secondarie
- Barry Goldberg Reunion – organo, piano
- Steve Douglas – sassofono